# Sergio Livingstone
Pour les articles homonymes, voir Livingstone (homonymie).
Sergio Roberto Livingstone Pohlammer est un footballeur chilien né le 26 mars 1920 à Santiago et mort le 11 septembre 2012 à Santiago. Évoluant au poste de gardien de but, il était surnommé « Sapo » (le crapaud) de par son style de jeu. Il fut également commentateur sportif à la Televisión Nacional de Chile où il présentait l’émission Zoom Deportivo.

## Biographie
Le père de Sergio Livingstone fut un grand nom du sport chilien entre les années 1910 et 1930. Surnommé « Sportman » il fut journaliste au Diario Ilustrado et à La Nacion. Il œuvra au sein du club du Santiago National, fut arbitre de football sous l’égide de la Asociación de Fútbol. Enfin il organisait également des matchs de boxe. 
Sergio Livingstone débuta dans les équipes de jeunes du Club Deportivo Universidad Católica (UC). Il débuta en équipe première lorsque le club fut fondé officiellement en 1937 comme une des nombreuses branches de la « Pontificia Universidad Católica de Chile ». S’affirmant très rapidement comme un excellent gardien il fut sélectionné en équipe du Chili alors qu’il était encore étudiant. Il évolua jusqu’en 1942 à la UC. En 1943, il rejoignit les rangs du Racing Club Avellaneda en Argentine où il fut transféré pour 280 000 pesos, record de transfert de l’époque. Il fit ses débuts lors d’un match amical contre Boca Juniors ou il s’inclina à 4 reprises (défaite 4-2). Après une saison en Argentine il retourna à la UC car il avait le mal du pays. Ce retour au pays lui permit de remporter le championnat chilien en 1949 et 1954. Il évolua jusqu’en 1959 à la UC excepté en 1957 où il porta pendant un an le maillot de Colo-Colo. 

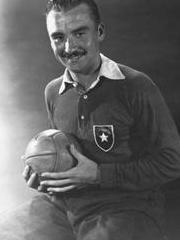
Sergio Livingstone

## Avec l’équipe du Chili
Il fit ses débuts en sélection le 2 février 1941 contre l’Équateur. Il garda sa cage inviolée et le Chili s’imposa 4-0. Il fut sélectionné pour la Coupe du monde de football de 1950 où il prit part aux trois matchs de son équipe qui fut éliminée au premier tour. 
Il participa à six reprises à la Copa America (1941, 1942, 1945, 1947, 1949, 1953). Il connut sa 52e et dernière sélection en 1954. 
| Compétition                        | Nombre de matchs | Parcours     |
| ---------------------------------- | ---------------- | ------------ |
| Copa America 1941                  | 4 matchs         | 3e           |
| Copa America 1942                  | 4 matchs         | 6e           |
| Copa America 1945                  | 6 matchs         | 3e           |
| Copa America 1947                  | 7 matchs         | 4e           |
| Copa America 1949                  | 7 matchs         | 5e           |
| Coupe du monde de football de 1950 | 3 matchs         | Premier tour |
| Copa America 1953                  | 6 matchs         | 4e           |

## Carrière
| Club                 | Pays      | Année     |
| -------------------- | --------- | --------- |
| Universidad Católica | Chili     | 1938-1942 |
| Racing Club          | Argentine | 1943      |
| Universidad Católica | Chili     | 1944-1957 |
| Colo-Colo            | Chili     | 1957      |
| Universidad Católica | Chili     | 1957-1959 |

## Palmarès
- Championnat du Chili en 1949 et en 1954.